# Johann von Buch
Johann von Buch, der Jüngere (geb. um 1290; gest. um 1356) war ein Richter und der bedeutendste Glossator des Sachsenspiegels (nicht zu verwechseln mit Johann von Buch d. Ä., Zeitgenosse Ottos IV. (Markgraf von Brandenburg), Vogt zu Tangermünde).

## Leben

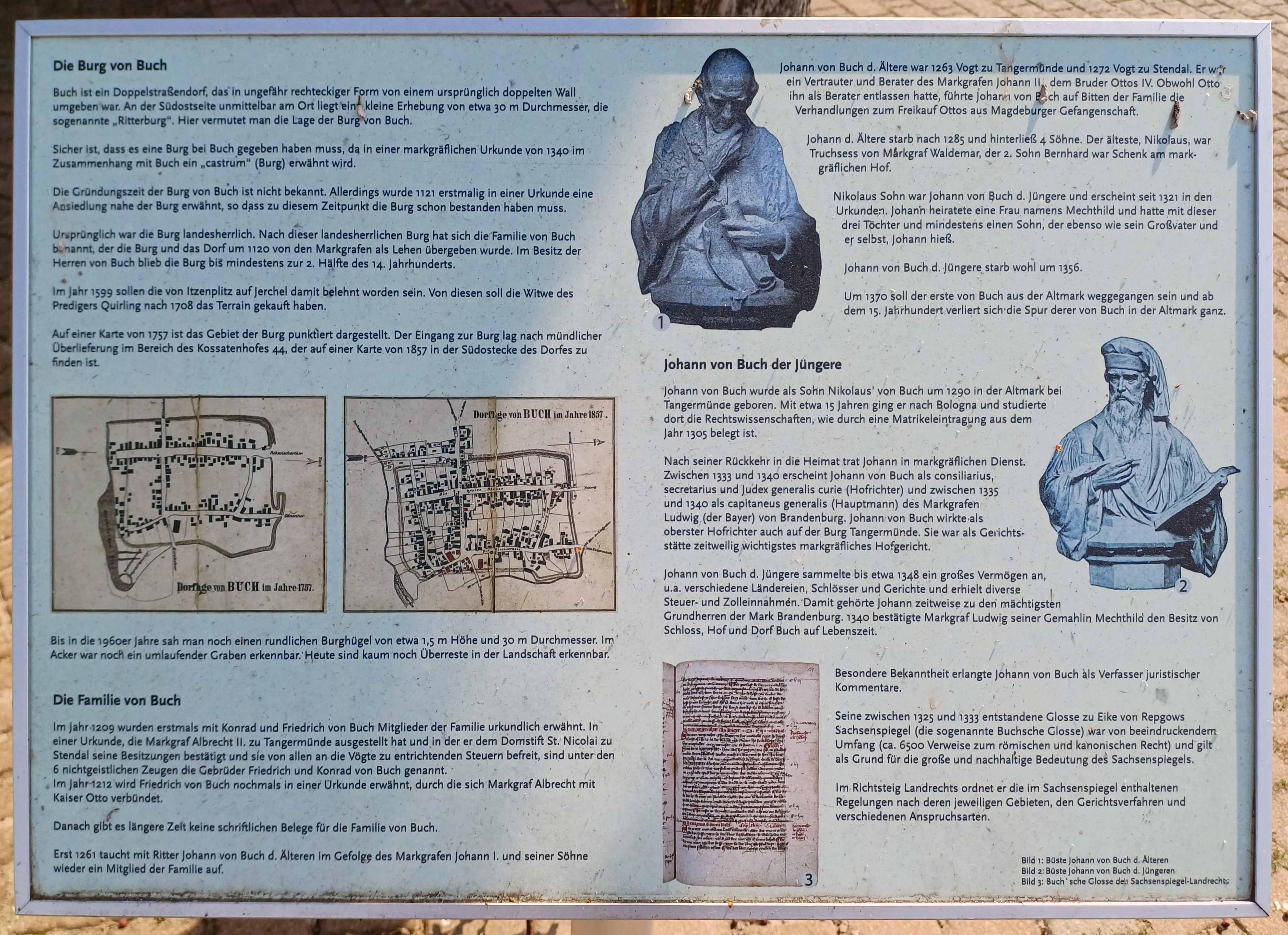
Gedenktafel in Buch

Johann von Buch wurde als Sohn Nikolaus’ von Buch um 1290 in Buch bei Tangermünde in der Altmark geboren. Er gehörte damit zu den ersten Mitgliedern der bis heute existierenden Adelsfamilie von Buch. Nach dem Studium der Jurisprudenz an der Universität von Bologna, welches durch eine Matrikeleintragung aus dem Jahr 1305 belegt ist, arbeitete er zurück in der Heimat als Berater, Hofrichter und später auch als Hauptmann für den Markgrafen Ludwig (der Bayer) von Brandenburg.
Johann heiratete eine Frau namens Mechthild und hatte mit dieser drei Töchter und mindestens einen Sohn, der ebenso wie sein Großvater und er selbst, Johann hieß.
Zwischen 1325 und 1333 verfasste er seine berühmte Glosse zum Sachsenspiegel (sogenannte Buchsche Glosse). Diese war von beeindruckendem Umfang (ca. 6500 Verweise zum römischen und kanonischen Recht) und gilt als Grund für die große und nachhaltige Bedeutung des Sachsenspiegels.
Zudem veröffentlichte Johann, wohl um 1330, den Richtsteig Lehnrechts. Darin ordnete er die im Sachsenspiegel enthaltenen Regelungen nach deren jeweiligen Gebieten, den Gerichtsverfahren und verschiedenen Anspruchsarten.